# Кисиљево
Кисиљево је насеље у Србији у општини Велико Градиште у Браничевском округу. Према попису из 2022. било је 444 становника. Налази се на обали Сребрног језера, a кроз село протиче Кисиљевачка река, једина притока Сребрног језера.
У селу се налази православни храм посвећен преносу моштију Светог оца Николаја (Свети Никола летњи) из 1825. године који је иконописао Живко Павловић. Занимљиво је и то да је храм један од најстаријих парохијских храмова у Србији. Зидан је од набијане земље (набијаче), те је из наведених разлога, а има их још неколико, стављен под заштиту републике Србије као споменика културе.

## Историја
Током средњег века, овде се налазио трг (Трг Кисељево), који је после доласка Османлија, премештен у Тополовник.
Кисиљево је у средњем веку било метох манастира Тисман и Водица. Село је, заједно са тргом и виноградима, манастирима даровао кнез Лазар Хребељановић.
Сматра се да је овде живео први забележени вампир Петар Благојевић.

## Демографија
У насељу Кисиљево живи 595 пунолетних становника, а просечна старост становништва износи 45,2 година (42,9 код мушкараца и 47,4 код жена). У насељу има 174 домаћинства, а просечан број чланова по домаћинству је 4,13.
Ово насеље је великим делом насељено Србима (према попису из 2002. године).
|  |

| Демографија | Демографија | Демографија |
| Година      | Становника  | Становника  |
| ----------- | ----------- | ----------- |
| 1948.       | 1.124       |             |
| 1953.       | 1.110       |             |
| 1961.       | 1.124       |             |
| 1971.       | 1.086       |             |
| 1981.       | 1.009       |             |
| 1991.       | 945         | 861         |
| 2002.       | 718         | 869         |
| 2011.       | 552         |             |

| Етнички састав према попису из 2002.‍ | Етнички састав према попису из 2002.‍ | Етнички састав према попису из 2002.‍ | Етнички састав према попису из 2002.‍ | Етнички састав према попису из 2002.‍ |
| ------------------------------------ | ------------------------------------ | ------------------------------------ | ------------------------------------ | ------------------------------------ |
|                                      |                                      |                                      |                                      |                                      |
| Срби                                 | Срби                                 |                                      | 696                                  | 96,93%                               |
| Македонци                            | Македонци                            |                                      | 4                                    | 0,55%                                |
| Румуни                               | Румуни                               |                                      | 3                                    | 0,41%                                |
| Хрвати                               | Хрвати                               |                                      | 1                                    | 0,13%                                |
| Муслимани                            | Муслимани                            |                                      | 1                                    | 0,13%                                |
| Југословени                          | Југословени                          |                                      | 1                                    | 0,13%                                |
| непознато                            | непознато                            |                                      | 12                                   | 1,67%                                |

| Година пописа     | 1948. | 1953. | 1961. | 1971. | 1981. | 1991. | 2002. |
| ----------------- | ----- | ----- | ----- | ----- | ----- | ----- | ----- |
| Број домаћинстава | 223   | 215   | 234   | 217   | 202   | 188   | 174   |

| Број чланова      | 1  | 2  | 3  | 4  | 5  | 6  | 7  | 8  | 9 | 10 и више | Просек |
| ----------------- | -- | -- | -- | -- | -- | -- | -- | -- | - | --------- | ------ |
| Број домаћинстава | 23 | 25 | 28 | 22 | 23 | 25 | 17 | 10 | 1 | 0         | 4,13   |

| Пол    | Укупно | Неожењен/Неудата | Ожењен/Удата | Удовац/Удовица | Разведен/Разведена | Непознато |
| ------ | ------ | ---------------- | ------------ | -------------- | ------------------ | --------- |
| Мушки  | 290    | 58               | 198          | 27             | 4                  | 3         |
| Женски | 324    | 43               | 205          | 70             | 6                  | 0         |
| УКУПНО | 614    | 101              | 403          | 97             | 10                 | 3         |

| Пол    | Укупно                    | Пољопривреда, лов и шумарство | Рибарство                            | Вађење руде и камена | Прерађивачка индустрија       |
| ------ | ------------------------- | ----------------------------- | ------------------------------------ | -------------------- | ----------------------------- |
| Мушки  | 183                       | 137                           | 0                                    | 0                    | 22                            |
| Женски | 136                       | 107                           | 0                                    | 0                    | 8                             |
| УКУПНО | 319                       | 244                           | 0                                    | 0                    | 30                            |
| Пол    | Производња и снабдевање   | Грађевинарство                | Трговина                             | Хотели и ресторани   | Саобраћај, складиштење и везе |
| Мушки  | 0                         | 2                             | 6                                    | 0                    | 2                             |
| Женски | 0                         | 0                             | 3                                    | 1                    | 1                             |
| УКУПНО | 0                         | 2                             | 9                                    | 1                    | 3                             |
| Пол    | Финансијско посредовање   | Некретнине                    | Државна управа и одбрана             | Образовање           | Здравствени и социјални рад   |
| Мушки  | 1                         | 1                             | 1                                    | 5                    | 3                             |
| Женски | 0                         | 0                             | 1                                    | 8                    | 4                             |
| УКУПНО | 1                         | 1                             | 2                                    | 13                   | 7                             |
| Пол    | Остале услужне активности | Приватна домаћинства          | Екстериторијалне организације и тела | Непознато            | Непознато                     |
| Мушки  | 1                         | 0                             | 0                                    | 2                    | 2                             |
| Женски | 0                         | 0                             | 0                                    | 3                    | 3                             |
| УКУПНО | 1                         | 0                             | 0                                    | 5                    | 5                             |